# Fashion victim
Fashion victim (in italiano vittima della moda) è un neologismo d'autore, coniato dallo stilista Oscar de la Renta con il quale vengono identificati i soggetti che seguono, in modo passivo e acritico, qualunque dettame della moda.

## Descrizione
Si parla di tali soggetti come "vittime" per via della vulnerabilità di tali soggetti di fronte al materialismo e alla caducità, due dei principali eccessi della moda, e di conseguenza si diviene vittime, da un lato dei pregiudizi sociali, e dall'altro degli interessi dell'industria della moda. 
Secondo Gianni Versace, una donna diventa una fashion victim quando altera in modo esagerato il proprio look a ogni cambio di stagione.